# Villa Rossa
Villa Rossa si trova a Firenze in piazza Savonarola 15, angolo via dei Della Robbia. L'immobile è attualmente sede della Syracuse University in Florence.

## Storia
L'edificio è stato realizzato nel 1886 per l'industriale Mario Gigliucci, il quale curò anche una parte dei disegni. Si distingue rispetto alla tipologia dominante dei villini tardo ottocenteschi per una adesione a un gusto già proprio del primo Novecento, comunque chiuso a istanze moderniste e tutt'altro che immune rispetto alla tradizione dell'eclettismo.

## Descrizione
A pianta irregolare, presenta un prospetto a filo della piazza di tre assi, con il terreno parato a filaretto di pietra, il piano superiore con una loggetta d'angolo (decorata con motivi neotrecenteschi) e l'ultimo piano con un'altana coperta da una gronda alla fiorentina. A questo volume se ne addossa un altro leggermente arretrato che, dal lato di via dei Della Robbia, presenta finestre incorniciate in pietra secondo una tipologia cinquecentesca ed è arricchito da un terrazzo. L'edificio è circondato da un giardino che vale all'immobile la denominazione di villa, Rossa per la tinteggiatura color rosso mattone conferita alle facciate.